# 박윤서
박윤서(1983년 3월 11일 ~ )은 대한민국의 전직 피파 프로게이머이다. YoonSeo라는 아이디를 사용하며, 피파 종족은 아르헨티나이다. 삼성전자 칸 소속이다.
1999년에 프로게이머 활동을 시작하였으며, 2000년에 삼성전자 칸에 입단하였다.
2007년 은퇴한 직후 군복무를 시작하여 2009년에 마쳤다.

## 수상 경력
- 1999년 제1회 SBS배 멀티게임 챔피언십 피파2000 준우승
- 2000년 한솔M.com배 제1회 국제게임랭킹 결정전 피파2000 우승
- 2000년 TTL 게임센터 피파2000 대회 우승
- 2000년 온게임넷 피파2000 대회 준우승
- 2002년 런던 FIFA월드컵 TM 버추얼 토너먼트 우승
- 2002년 SBS 사이버사커 챔피언십 준우승
- 2002년 온게임넷 FIFA월드컵 서바이벌리그 우승
- 2003년 사이버 전국체전 피파부문 준우승
- 2003년 MBC게임 피파2004 프로게이머 초청전 우승
- 2006년 MBC게임 FIFA 리그 준우승
- 2006년 온게임넷 질레트배 FIFA리그 우승
- 2024년 대방중학교의 학생이다